# Casbia lilacina
Casbia lilacina là một loài bướm đêm trong họ Geometridae.